# أنجل ديفيد ألونسو
أنجل ديفيد ألونسو (بالإسبانية: Angel David Alonso)‏ (30 نوفمبر 1985 بباراغواي - ) هو مدرب كرة قدم ولاعب كرة قدم باراغواياني في مركز الدفاع. لعب مع Club Comunicaciones ‏.

## وصلات خارجية
- أنجل ديفيد ألونسو على موقع قاعدة بيانات كرة القدم.إي يو (الإنجليزية)
- أنجل ديفيد ألونسو على موقع Soccerway.com (الإنجليزية)